# Parque nacional Nueva Inglaterra
El Parque Nacional Nueva Inglaterra (New England National Park) es un parque nacional en Nueva Gales del Sur (Australia), ubicado a 391 km al norte de Sídney. Forma parte del sitio Bosques húmedos Gondwana de Australia, clasificado como Patrimonio de la Humanidad por la Organización de las Naciones Unidas para la Educación, la Ciencia y la Cultura (UNESCO). El acceso público al parque se centra en el área del mirador (a 1500 metros sobre el nivel del mar), desde donde se tiene una clara vista del Océano Pacífico.